# Twierdzenie Sobczyka
Twierdzenie Sobczyka – twierdzenie teorii przestrzeni Banacha mówiące, że każda izometryczna kopia przestrzeni c0 zanurzona w ośrodkowej przestrzeni Banacha jest obrazem pewnego rzutowania o normie nie przekraczającej 2 (tj. jest 2-komplementarna).
Twierdzenie Sobczyka kontrastuje z wynikiem Ralpha S. Phillipsa mówiącym, że żadna kopia przestrzeni {\displaystyle c_{0}} zanurzona w przestrzeni {\displaystyle \ell _{\infty }} nie ma dopełnienia komplementarnego. Rezultat ten otrzymał także Sobczyk.
Nazwa twierdzenia pochodzi od nazwiska amerykańskiego matematyka, Andrew Sobczyka, który opublikował jego dowód w 1944 roku. Twierdzenie to doczekało się od tego czasu wielu różnych dowodów podanych m.in. przez Aleksandra Pełczyńskiego, Williama A. Veecha, Saymoura Goldberga,
André Martineau Dirka Wernera czy Félixa Cabello Sáncheza.
Istnieją także uogólnienia zaproponowane przez V.S. Hasanowa, Aníbala Moltó czy Félixa Cabello Sáncheza i Jesusa M. Castillo.

## Dowód Veecha
Niech {\displaystyle X} będzie ośrodkową przestrzenią Banacha oraz niech {\displaystyle F\subseteq X} będzie podprzestrzenią izometryczną z {\displaystyle c_{0}.} Z ośrodkowości {\displaystyle X} wynika metryzowalność w słabej topologii {\displaystyle B_{X^{*}},} kuli jednostkowej przestrzeni {\displaystyle X^{*}.} Niech {\displaystyle d} będzie metryką na {\displaystyle B_{X^{*}}} wyznaczającą słabą topologię.
Utożsamiając {\displaystyle F} z {\displaystyle c_{0},} dla każdego {\displaystyle n} odwzorowanie
{\displaystyle \langle e_{n}^{*},(\xi _{k})_{k=1}^{\infty }\rangle =\xi _{n}\quad ((\xi _{k})_{k=1}^{\infty }\in c_{0})}
jest funkcjonałem liniowym na {\displaystyle F} o normie 1. Z twierdzenia Hahna-Banacha wynika istnienie funkcjonałów {\displaystyle f_{n}} w {\displaystyle X^{*}} również o normie 1, które rozszerzają {\displaystyle e_{n}^{*}.} Niech
{\displaystyle S=\{f\in X^{*}\colon f|_{F}=0\}}
Każdy *-słaby punkt skupienia ciągu {\displaystyle (f_{n})} należy do {\displaystyle S,} a zatem
{\displaystyle \lim _{n\to \infty }d(f_{n},S)=0.}
Istnieje zatem taki ciąg {\displaystyle (g_{n})} w zbiorze {\displaystyle S,} że
{\displaystyle \lim _{n\to \infty }d(f_{n},g_{n})=0.}
Z powyższego wynika, że ciąg {\displaystyle (g_{n}-f_{n})} (mający normę co najwyżej 2) jest *-słabo zbieżny do 0. Ostatecznie, odwzorowanie
{\displaystyle x\mapsto (\langle x,g_{k}-f_{k}\rangle )_{k=1}^{\infty }\quad (x\in X)}
jest rzutem na {\displaystyle F} o normie co najwyżej 2.